# Football Club Mont Bleu
 (septembre 2019).
Si vous disposez d'ouvrages ou d'articles de référence ou si vous connaissez des sites web de qualité traitant du thème abordé ici, merci de compléter l'article en donnant les références utiles à sa vérifiabilité et en les liant à la section « Notes et références ».
Maillots
Le FC Mont Bleu est un club congolais de football basé à Bunia.

## Histoire
Au terme de la saison 2018-2019, le club est relégué en division inférieure.

## Aspects juridiques et économiques

### Éléments comptables
Le tableau ci-dessous résume les différents budgets prévisionnels du FC Mont bleu saison après saison.
| Saison | 2021-2022 | 2022-2023 |
| Budget | 120 k$    | 130 k$    |

### Transferts
| Ce tableau contient les ventes records du club |       |        |         |             |
| Rang                                           | Année | Joueur | Montant | Destination |
| 1er                                            |       |        |         |             |
| 2e                                             |       |        |         |             |
| 3e                                             |       |        |         |             |
| 4e                                             |       |        |         |             |
| 5e                                             |       |        |         |             |
| 6e                                             |       |        |         |             |
| 7e                                             |       |        |         |             |
| 8e                                             |       |        |         |             |
| 9e                                             |       |        |         |             |
| 10e                                            |       |        |         |             |

| Ce tableau contient les achats records du club |       |        |         |             |
| Rang                                           | Année | Joueur | Montant | Destination |
| 1er                                            |       |        |         |             |
| 2e                                             |       |        |         |             |
| 3e                                             |       |        |         |             |
| 4e                                             |       |        |         |             |
| 5e                                             |       |        |         |             |
| 6e                                             |       |        |         |             |
| 7e                                             |       |        |         |             |
| 8e                                             |       |        |         |             |
| 9e                                             |       |        |         |             |
| 10e                                            |       |        |         |             |

## Personnalités du club

### Entraîneurs
- 2018- :  François Epoma[4]
- -2021 :  Abdoul Sengamay[5]
- 2021- :  Piemont Kambere[6]